# Porezni obveznik
Porezni obveznik je svaka fizička ili pravna osoba koja je na temelju zakona dužna platiti porez. Međutim, utvrđivanje osobe poreznog obveznika je u teoriji i praksi značajan problem. Temeljno pitanje je da li za poreznog obveznika odabrati pojedinca ili obitelj.
Za pojedinca je njegova ekonomska snaga njegov dohodak i imovina, a za obitelj je ekonomska snaga izražena kao zbroj individualnih ekonomskih snaga članova obitelji neovisno o izvoru oporezivanja i osobnom sudjelovanju članova obitelji u njegovom stvaranju. Razvila su se četiri (4) modela oporezivanja obitelji :
1. pojedinačno (odvojeno) oporezivanje
Porez se razrezuje na dohodak svakog pojedinca koji stvarno ostvaruje taj dohodak.
2. zajedničko oporezivanje
Porez se razrezuje na obiteljski dohodak koji predstavlja ukupnu sumu svih pojedinačnih dohodaka članova obitelji.
3. zajedničko oporezivanje primjenom splitting metode
Porez se razrezuje na dva odvojena, ali nominalno jednaka dijela ukupnog dohotka. Ukupni dohodak obitelji se ravnomjerno dijeli na oba supružnika bez obzira na doprinos svakog od supružnika u ukupnom dohotku.
4. zajedničko oporezivanje primjenom pune splitting metode
Porez se razrezuje ma onoliko jednakih nominalnih dijelova ukupnog dohotka koliko ima članova obitelji.

Primjer dileme izbora osobe poreznog obveznika :

- proporcionalni porez → ne izaziva problem

| Dohodak      | Porezna stopa | Iznos poreza |
| y1 = 1000 kn | 10 %          | T1 = 100 kn  |
| y2 = 1000 kn | 10 %          | T2 = 100 kn  |
| ∑ = 2000 kn  | 10 %          | ∑ = 200 kn   |

| Dohodak     | Porezna stopa | Iznos poreza |
| y = 2000 kn | 10 %          | T1 = 200 kn  |
| ∑ = 2000 kn | 10 %          | ∑ = 200 kn   |

- progresivno oporezivanje → porastom porezne osnovice primjenjuje se povećana porezna stopa.

Kod pojedinačnog oporezivanja ostaje ista situacija kao i u primjeru kod proporcionalnog poreza.

| Dohodak     | Porezna stopa | Iznos poreza |
| y = 2000 kn | 20 %          | T1 = 400 kn  |
| ∑ = 2000 kn | 20 %          | ∑ = 400 kn   |

Zbog povećane osnovice (2000 kn) došlo je do pomicanja u viši porezni razred (stopa od 20 %) i time se povećava iznos poreza. Kod pojedinačnog oporezivanja osnovica je ostala 1000 kn, pa je tako i porezna stopa ostala 10 %.